# 营盘镇 (兰坪县)
营盘镇为中国云南省西部的一个镇，位于兰坪白族普米族自治县西部，镇政府驻地位于澜沧江左岸，海拔1600米的山坡上，距县政府驻地金顶镇53.8公里。全镇面积561平方公里，下辖17个村委会，124个自然村。总人口3.5万人，居民多为白族、傈僳族。交通不便，经济较为落后。

## 行政区划
营盘镇下辖以下地区：
沧东村、连城村、新华村、鸿尤村、松柏村、拉古山村、拉古村、凤塔村、金满村、恩棋村、恩罗村、小桥村、岩头村、黄柏村、和平村、黄梅村和白羊村。